# 鹈鹕
鵜鶘（學名：Pelecanus），又稱鴮鸅（音同“烏澤”）、淘河，俗稱塘鵝、布袋鵝、布袋鳥，是鵜鶘科（Pelecanidae）下唯一的屬，皆為大型水鳥。牠們的特徵是長長的鳥喙和一個巨大的喉囊。鵜鶘會用喉囊來捕食獵物，並在吞下前，先將囊中的水濾掉。除了褐鵜鶘和秘魯鵜鶘外，牠們的羽毛主要為淺色。在繁殖季節來臨前，所有鵜鶘的鳥喙、喉囊和臉部裸露的皮膚都會變得色彩鮮豔。
現存的八種鵜鶘分佈於全球各地，但呈零散分佈，且會隨季節變化。牠們的活動範圍從熱帶橫跨至溫帶。在亞馬遜內陸、極地和開闊的海洋上都看不到鵜鶘的蹤影。不過，已知至少有一個物種會在澳洲紅土中心下大雨、形成暫時性湖泊後，遷徙到這片內陸沙漠。例如，在距離最近的海岸線（太平洋西岸）約600英里（965公里）的美國猶他州大鹽湖，也曾觀察到白鵜鶘。在北美，也曾有人在內陸數百英里處看到牠們，牠們是沿著密西西比河和其他大型水道向北飛來的。
過去很長一段時間，人們認為鵜鶘與軍艦鳥、鸕鶿、熱帶鳥、塘鵝和鰹鳥有親緣關係。然而，現在的研究顯示，鵜鶘與鯨頭鸛和錘頭鸛（儘管這兩種鳥並非真正的「鸛」）的關係最為密切，並被歸類於鵜形目。䴉、琵鷺、鷺和麻鷺也被歸於同一目。鵜鶘的化石證據可以追溯到至少3600萬年前，當時在埃及的晚始新世地層中發現了一塊脛跗骨遺骸，其與現代鵜鶘物種有著驚人的相似之處。 科學家認為牠們是在舊世界演化，然後擴散到美洲；這一點也反映在鵜鶘屬內的親緣關係上，因為八個物種可以分為舊世界和新世界兩大支系。 最古老的鵜鶘分類單元的化石證據也支持這個假說。

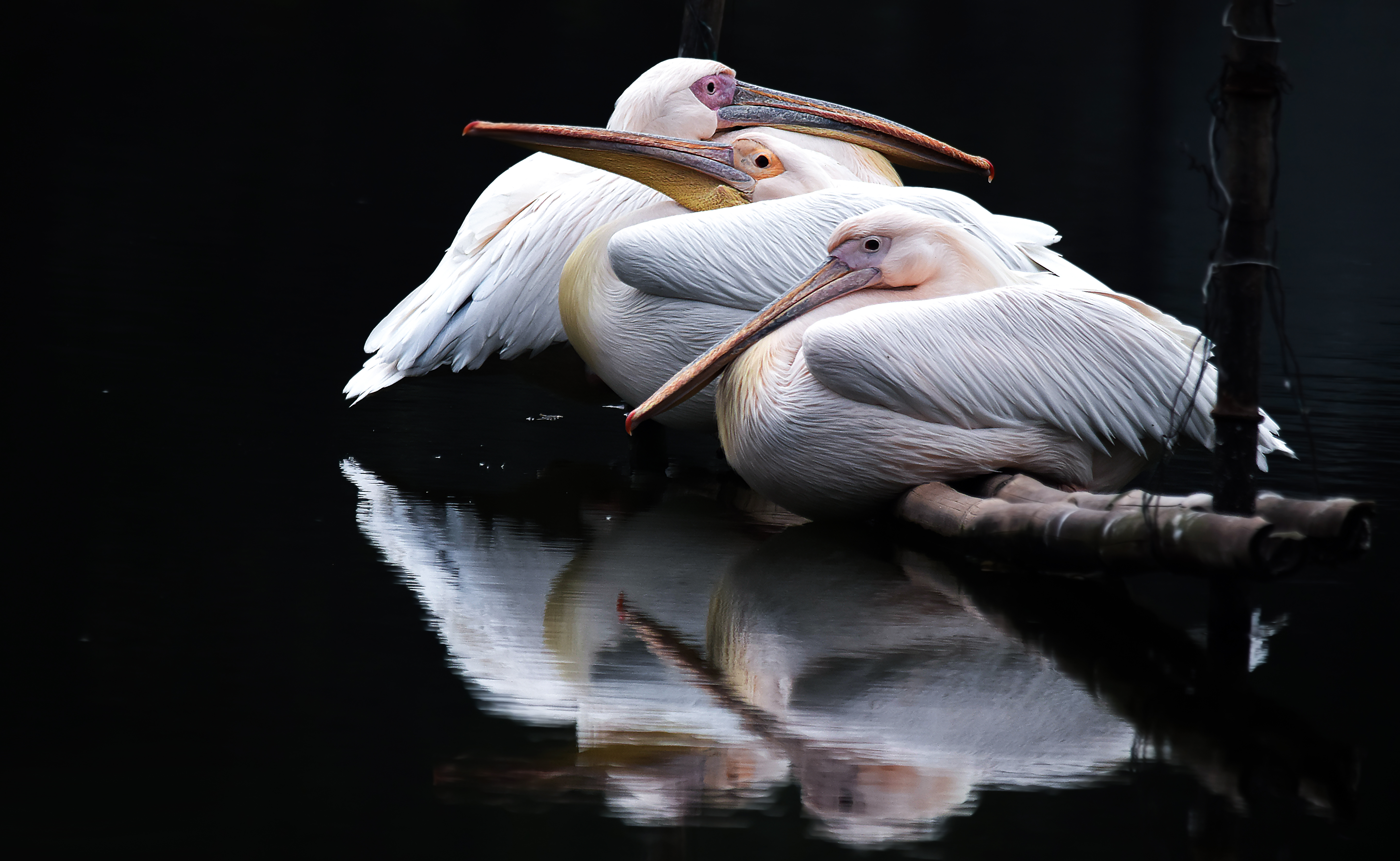
在孟加拉國家動物園的鵜鶘

鵜鶘常出沒於內陸水道，但最為人所知的還是牠們棲息於海洋和沿海地區。牠們主要以魚類為食，會用巨大的喉囊潛入水中，在水面或水面附近捕魚。牠們能適應不同鹽度的水域，從淡水、半鹹水到最常見的海水都能生存。牠們是群居性鳥類，會成群遷徙、合作狩獵，並在群體中繁殖。四種羽毛為白色的物種傾向於在地面築巢，而四種羽毛為棕色或灰色的物種則主要在樹上築巢。 鵜鶘與人類的關係常常充滿矛盾。由於被認為與商業和休閒漁業競爭，鵜鶘一直受到迫害。 牠們的數量因棲息地破壞、干擾和環境污染而下降，其中三個物種已引發保育關注。此外，鵜鶘在神話、基督教和紋章圖像中也具有悠久的文化意義。

## 分類學與系統學

### 詞源
鵜鶘的英文名字「Pelican」來自古希臘語的「pelekan」（πελεκάν）， 這個詞本身又源於意為「斧頭」的「pelekys」（πέλεκυς）。 在古典時期，這個詞既指鵜鶘，也指啄木鳥。

### 分類史
鵜鶘屬（Pelecanus）最早由卡爾·林奈在其具里程碑意義的1758年第十版《自然系統》中正式描述。他描述的特徵為：筆直的喙，尖端帶鉤；線狀鼻孔；臉部裸露；以及全蹼足。這個早期的定義除了鵜鶘，還包括了軍艦鳥、鸕鶿和鰹鳥。 鵜鶘科（Pelecanidae）則由法國博學家康斯坦丁·薩繆爾·拉菲內克於1815年以「Pelicanea」之名引入。

### 目與相關類群
鵜鶘的名字賦予了鵜形目（Pelecaniformes）這個目的名稱，而該目經歷了重大修訂。熱帶鳥（現為鸏形目）、蛇鵜、鸕鶿、塘鵝、鰹鳥和軍艦鳥（現為鰹鳥目）等傳統成員，現已從鵜形目中移除。取而代之的是，鷺、䴉、琵鷺、錘頭鸛和鯨頭鸛現已被納入鵜形目。

### 親緣關係
分子數據支持鵜鶘、鯨頭鸛（Balaeniceps rex）和錘頭鸛（Scopus umbretta）之間存在密切關係。 牠們共同構成了鵜形目內一個獨特的演化支，儘管牠們確切的演化關係仍在研究中。
|  | 鷺 (Ardeidae)                |
|  |                              |
|  | 䴉與琵鷺 (Threskiornithidae) |
|  |                              |

|  | \| \| 錘頭鸛 (Scopus umbretta) \| \| \| \| \| \| 鯨頭鸛 (Balaeniceps rex) \| \| \| \| |
|  |                                                                                       |
|  | 鵜鶘 (Pelecanus)                                                                      |
|  |                                                                                       |
|  | 錘頭鸛 (Scopus umbretta)                                                              |
|  |                                                                                       |
|  | 鯨頭鸛 (Balaeniceps rex)                                                              |
|  |                                                                                       |

|  | 錘頭鸛 (Scopus umbretta) |
|  |                          |
|  | 鯨頭鸛 (Balaeniceps rex) |
|  |                          |

|  | 鷺 (Ardeidae)                |
|  |                              |
|  | 䴉與琵鷺 (Threskiornithidae) |
|  |                              |

|  | \| \| 錘頭鸛 (Scopus umbretta) \| \| \| \| \| \| 鯨頭鸛 (Balaeniceps rex) \| \| \| \| |
|  |                                                                                       |
|  | 鵜鶘 (Pelecanus)                                                                      |
|  |                                                                                       |
|  | 錘頭鸛 (Scopus umbretta)                                                              |
|  |                                                                                       |
|  | 鯨頭鸛 (Balaeniceps rex)                                                              |
|  |                                                                                       |

|  | 錘頭鸛 (Scopus umbretta) |
|  |                          |
|  | 鯨頭鸛 (Balaeniceps rex) |
|  |                          |

|  | 鷺 (Ardeidae)                |
|  |                              |
|  | 䴉與琵鷺 (Threskiornithidae) |
|  |                              |

|  | \| \| 錘頭鸛 (Scopus umbretta) \| \| \| \| \| \| 鯨頭鸛 (Balaeniceps rex) \| \| \| \| |
|  |                                                                                       |
|  | 鵜鶘 (Pelecanus)                                                                      |
|  |                                                                                       |
|  | 錘頭鸛 (Scopus umbretta)                                                              |
|  |                                                                                       |
|  | 鯨頭鸛 (Balaeniceps rex)                                                              |
|  |                                                                                       |

|  | 錘頭鸛 (Scopus umbretta) |
|  |                          |
|  | 鯨頭鸛 (Balaeniceps rex) |
|  |                          |

|  | 鷺 (Ardeidae)                |
|  |                              |
|  | 䴉與琵鷺 (Threskiornithidae) |
|  |                              |

|  | \| \| 錘頭鸛 (Scopus umbretta) \| \| \| \| \| \| 鯨頭鸛 (Balaeniceps rex) \| \| \| \| |
|  |                                                                                       |
|  | 鵜鶘 (Pelecanus)                                                                      |
|  |                                                                                       |
|  | 錘頭鸛 (Scopus umbretta)                                                              |
|  |                                                                                       |
|  | 鯨頭鸛 (Balaeniceps rex)                                                              |
|  |                                                                                       |

|  | 錘頭鸛 (Scopus umbretta) |
|  |                          |
|  | 鯨頭鸛 (Balaeniceps rex) |
|  |                          |

|  | 鷺 (Ardeidae)                |
|  |                              |
|  | 䴉與琵鷺 (Threskiornithidae) |
|  |                              |

|  | \| \| 錘頭鸛 (Scopus umbretta) \| \| \| \| \| \| 鯨頭鸛 (Balaeniceps rex) \| \| \| \| |
|  |                                                                                       |
|  | 鵜鶘 (Pelecanus)                                                                      |
|  |                                                                                       |
|  | 錘頭鸛 (Scopus umbretta)                                                              |
|  |                                                                                       |
|  | 鯨頭鸛 (Balaeniceps rex)                                                              |
|  |                                                                                       |

|  | 錘頭鸛 (Scopus umbretta) |
|  |                          |
|  | 鯨頭鸛 (Balaeniceps rex) |
|  |                          |

|  | 鷺 (Ardeidae)                |
|  |                              |
|  | 䴉與琵鷺 (Threskiornithidae) |
|  |                              |

|  | \| \| 錘頭鸛 (Scopus umbretta) \| \| \| \| \| \| 鯨頭鸛 (Balaeniceps rex) \| \| \| \| |
|  |                                                                                       |
|  | 鵜鶘 (Pelecanus)                                                                      |
|  |                                                                                       |
|  | 錘頭鸛 (Scopus umbretta)                                                              |
|  |                                                                                       |
|  | 鯨頭鸛 (Balaeniceps rex)                                                              |
|  |                                                                                       |

|  | 錘頭鸛 (Scopus umbretta) |
|  |                          |
|  | 鯨頭鸛 (Balaeniceps rex) |
|  |                          |

|  | 鷺 (Ardeidae)                |
|  |                              |
|  | 䴉與琵鷺 (Threskiornithidae) |
|  |                              |

|  | \| \| 錘頭鸛 (Scopus umbretta) \| \| \| \| \| \| 鯨頭鸛 (Balaeniceps rex) \| \| \| \| |
|  |                                                                                       |
|  | 鵜鶘 (Pelecanus)                                                                      |
|  |                                                                                       |
|  | 錘頭鸛 (Scopus umbretta)                                                              |
|  |                                                                                       |
|  | 鯨頭鸛 (Balaeniceps rex)                                                              |
|  |                                                                                       |

|  | 錘頭鸛 (Scopus umbretta) |
|  |                          |
|  | 鯨頭鸛 (Balaeniceps rex) |
|  |                          |

|  | 鷺 (Ardeidae)                |
|  |                              |
|  | 䴉與琵鷺 (Threskiornithidae) |
|  |                              |

|  | \| \| 錘頭鸛 (Scopus umbretta) \| \| \| \| \| \| 鯨頭鸛 (Balaeniceps rex) \| \| \| \| |
|  |                                                                                       |
|  | 鵜鶘 (Pelecanus)                                                                      |
|  |                                                                                       |
|  | 錘頭鸛 (Scopus umbretta)                                                              |
|  |                                                                                       |
|  | 鯨頭鸛 (Balaeniceps rex)                                                              |
|  |                                                                                       |

|  | 錘頭鸛 (Scopus umbretta) |
|  |                          |
|  | 鯨頭鸛 (Balaeniceps rex) |
|  |                          |

### 演化與化石紀錄
已知最古老的鵜鶘化石是Eopelecanus aegyptiacus，這是一塊來自埃及鯨魚谷比爾蓋特蓋魯恩組的晚始新世（普里阿邦期）的脛跗骨（約3600萬年前）。它與現代物種有著驚人的相似之處。
後來在法國呂貝宏發現的中新世早期化石包括Pelecanus sp.和Miopelecanus gracilis。 這兩種化石都顯示出與現今鵜鶘幾乎完全相同的喙部形態。 鵜鶘鳥喙形態上這種顯著的停滯現象，可能反映了強大的功能性限制。牠們專門用來捕魚的喙可能在數百萬年來一直保持最佳狀態，任何改變都可能降低捕食效率。 也有人認為，飛行所帶來的限制可能限制了鵜鶘骨骼的演化。
著名的化石物種（按地區和年代排序）包括：
- 歐洲：P. fraasi，萊德克，1891年；P. intermedius[b]，弗拉斯 (Frass)，1870年；P. gracilis，米爾恩-愛德華茲 (Milne-Edwards)，1863年；[18] P. odessanus，維德哈姆 (Widhalm)，1886年[19]
- 北美洲：P. halieus，韋特莫爾 (Wetmore)，1933年；[20] P. schreiberi，奧爾森 (Olson)，1999年[21]
- 亞洲：P. cautleyi，戴維斯 (Davies)，1880年；P. sivalensis，戴維斯 (Davies)，1880年[18]
- 南美洲：P. paranensis，諾列加 (Noriega) 等人，2023年[22]
- 澳洲：P. cadimurka，里奇 (Rich) 與 范特茨 (van Tets)，1981年；[23] P. tirarensis，米勒 (Miller)，1966年[24]

#### 有爭議和可疑的化石歸屬
- Protopelicanus（晚始新世）—— 曾被認為可能是早期的鵜形目鳥類，但這種鳥可能屬於偽齒鳥科（pseudotooth birds）或另一個無關的水生支系。它通常不被接受為鵜鶘科的成員。[25][1]

- Liptornis（中新世）—— 最初被描述為一種鵜鶘，但該屬現在被認為是一個可疑名稱，其依據的材料過於零碎，缺乏足夠的診斷特徵。[26]

### 現存物種與系統發育

#### 物種概述
現存有八種鵜鶘，歷史上根據羽色和築巢行為分為兩組。一組包括四種在地面築巢、羽毛主要為白色的物種——澳洲鵜鶘、捲羽鵜鶘、大白鵜鶘和美洲白鵜鶘。另一組則包括四種羽毛為灰色或棕色、主要在樹上或沿海岩石上築巢的物種——粉背鵜鶘、斑嘴鵜鶘、褐鵜鶘和秘魯鵜鶘。 主要棲息於海洋的褐鵜鶘和秘魯鵜鶘，曾被認為是同種，由於其顏色較深且有沿海習性，有時被歸入Leptopelecanus亞屬。 然而，羽色和築巢行為相似的物種在這兩組中都有發現，這表明這些特徵並不反映深層的演化分歧。
使用粒線體DNA和細胞核DNA的遺傳分析揭示了鵜鶘關係的不同景象。這些研究支持存在兩個主要演化支：一個新世界演化支，包括美洲白鵜鶘、褐鵜鶘和秘魯鵜鶘；以及一個舊世界演化支，包括捲羽鵜鶘、粉背鵜鶘、斑嘴鵜鶘、澳洲鵜鶘和大白鵜鶘。 這種系統發育表明鵜鶘在舊世界演化，後來才移居到美洲。此外，它還指出築巢行為受體型大小的影響比遺傳譜系更大。

#### 現存物種列表
| 鵜鶘屬的現存物種                                             | 鵜鶘屬的現存物種 | 鵜鶘屬的現存物種 | 鵜鶘屬的現存物種                                                                           |
| 通用名與學名                                                 | 圖片             | 描述 | 分佈與狀況                                                                                 |
| ------------------------------------------------------------ | ---------------- | --- | ------------------------------------------------------------------------------------------ |
| 美洲白鵜鶘 Pelecanus erythrorhynchos 格梅林 (Gmelin)，1789年 | 美洲白鵜鶘       | 身長 1.3—1.8米（4.3—5.9英尺），翼展 2.44—2.9米（8.0—9.5英尺），體重 5—9（10—20磅）。 羽毛幾乎全白，除了只有在飛行時才可見的黑色初級和次級飛羽。                 | 單型分類群。在加拿大內陸和美國繁殖，冬季在美國南部、墨西哥和中美洲過冬。 狀況：無危。      |
| 褐鵜鶘 Pelecanus occidentalis 林奈 (Linnaeus)，1766年        | 褐鵜鶘           | 身長可達 1.4米（4.6英尺），翼展 2—2.3米（6.6—7.5英尺），體重 3.6—4.5（7.9—9.9磅）。 最小的鵜鶘；以棕色羽毛為特徵；以俯衝方式覓食。                              | 五個亞種。沿海分佈，範圍從北美和加勒比海到南美北部和加拉巴哥群島。 狀況：無危。            |
| 秘魯鵜鶘 Pelecanus thagus 莫利納 (Molina)，1782年            | 秘魯鵜鶘         | 身長可達 1.52米（5.0英尺），翼展 2.48米（8.1英尺）， 平均體重 7（15磅）。 深色，頭頂至頸側有白色條紋。                                                          | 單型。南美洲太平洋沿岸，從厄瓜多和秘魯南至智利南部。 狀況：近危。                          |
| 大白鵜鶘 Pelecanus onocrotalus 林奈，1758年                  | 大白鵜鶘         | 身長 1.40—1.75米（4.6—5.7英尺），翼展 2.45—2.95米（8.0—9.7英尺），體重 10—11（22—24磅）。 羽毛白色，臉部有粉紅色斑塊，腿部粉紅色。                              | 單型。分佈零散，從地中海東部東至中南半島和馬來半島，南至南非。 狀況：無危。                |
| 澳洲鵜鶘 Pelecanus conspicillatus 特明克 (Temminck)，1824年  | 澳洲鵜鶘         | 身長 1.60—1.90米（5.2—6.2英尺），翼展 2.3—2.5米（7.5—8.2英尺），體重 4—8.2（8.8—18.1磅）。 主要為白色，初級飛羽為黑色，喙巨大呈淡粉紅色。                       | 單型。澳洲和新幾內亞；偶見於紐西蘭、索羅門群島、俾斯麥群島、斐濟和瓦萊西亞。 狀況：無危。  |
| 粉背鵜鶘 Pelecanus rufescens 格梅林 (Gmelin)，1789年         | 粉背鵜鶘         | 身長 1.25—1.32米（4.1—4.3英尺），翼展 2.65—2.9米（8.7—9.5英尺）， 體重 3.9—7（8.6—15.4磅）。 灰白色羽毛，背部偶爾帶粉紅色，上頜黃色，喉囊灰色。                 | 單型。非洲、塞席爾和阿拉伯半島西南部； 在馬達加斯加已滅絕。 狀況：無危。                   |
| 捲羽鵜鶘 Pelecanus crispus 布魯赫，1832年                    | 捲羽鵜鶘         | 身長 1.60—1.80米（5.2—5.9英尺），翼展 2.70—3.20米（8.9—10.5英尺），體重 10—12（22—26磅）。 最大的鵜鶘；與大白鵜鶘不同之處在於頸背羽毛捲曲、腿灰色和灰白色羽毛。 | 單型。歐洲東南部至印度和中國。 狀況：近危。                                                |
| 斑嘴鵜鶘 Pelecanus philippensis 格梅林 (Gmelin)，1789年      | 斑嘴鵜鶘         | 身長 1.27—1.52米（4.2—5.0英尺），翼展 2.5米（8.2英尺），體重約 5（11磅）。 全身主要為灰白色，繁殖期頸後有灰色羽冠，臀部粉紅色，喙囊有斑點。                     | 單型。南亞，從巴基斯坦南部橫跨印度東至印尼； 在菲律賓和可能在中國東部已滅絕。 狀況：近危。 |

## 外觀描述

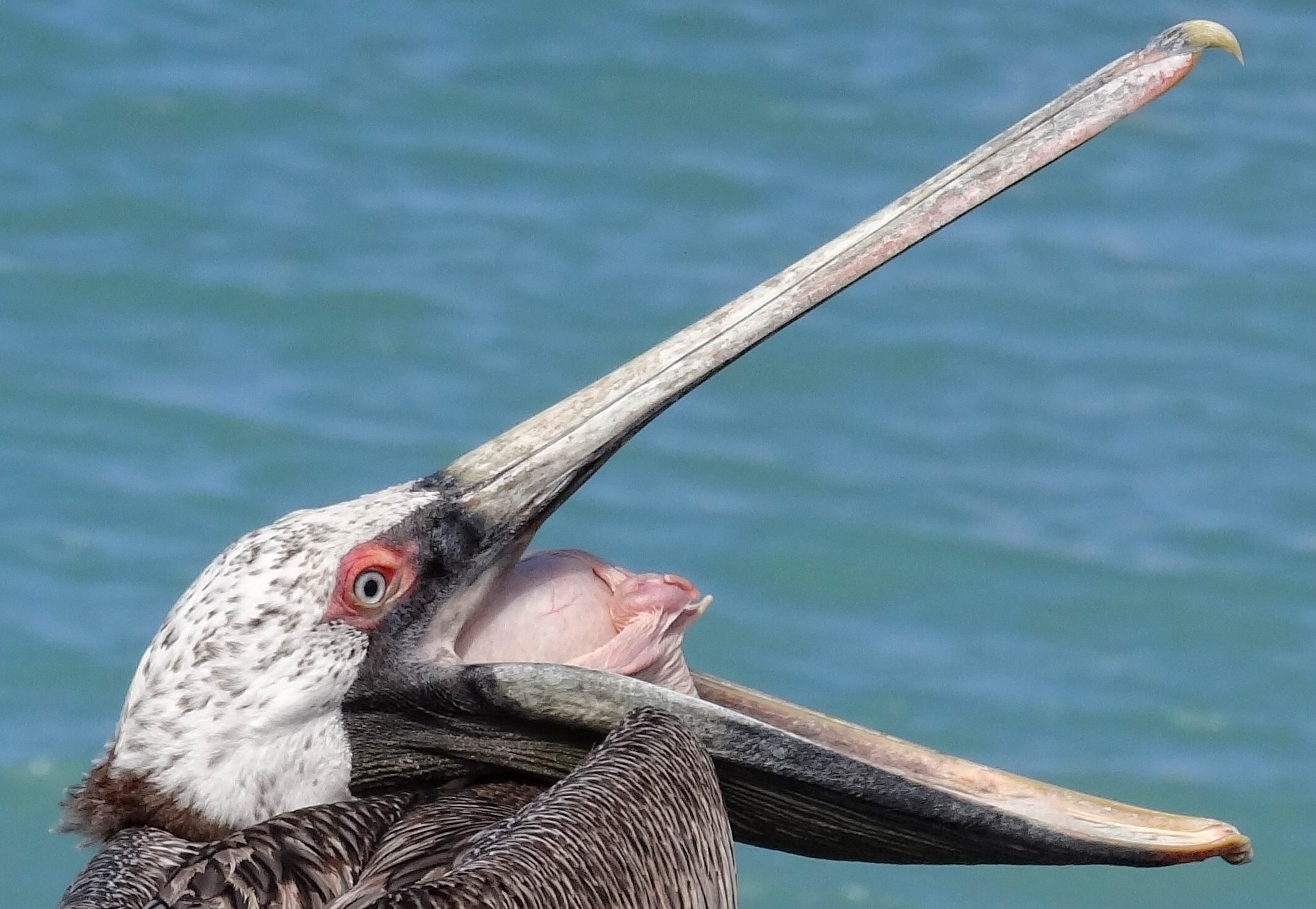
一隻褐鵜鶘張開嘴並膨脹氣囊，以展示舌頭和部分喙內結構

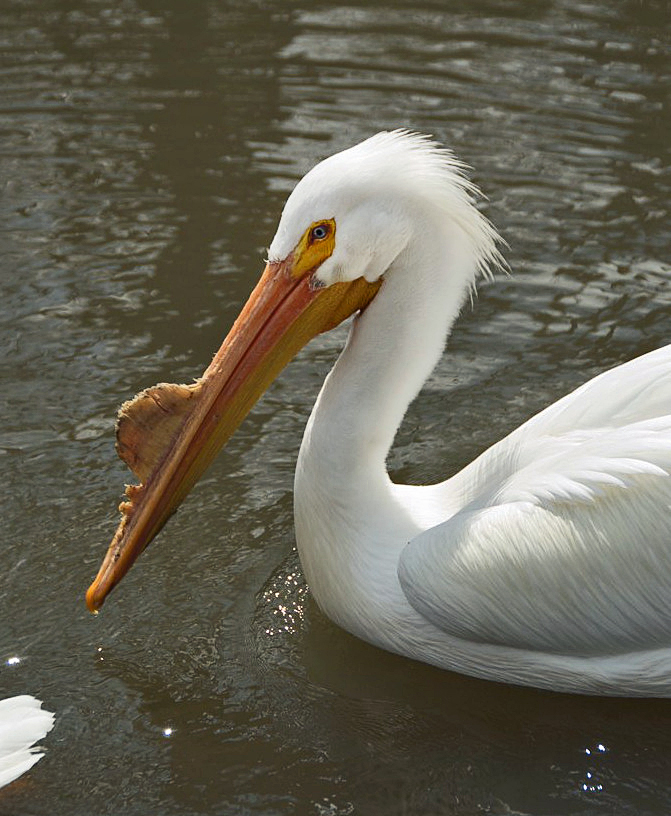
美洲白鵜鶘，喙上長有繁殖期前會出現的角質瘤

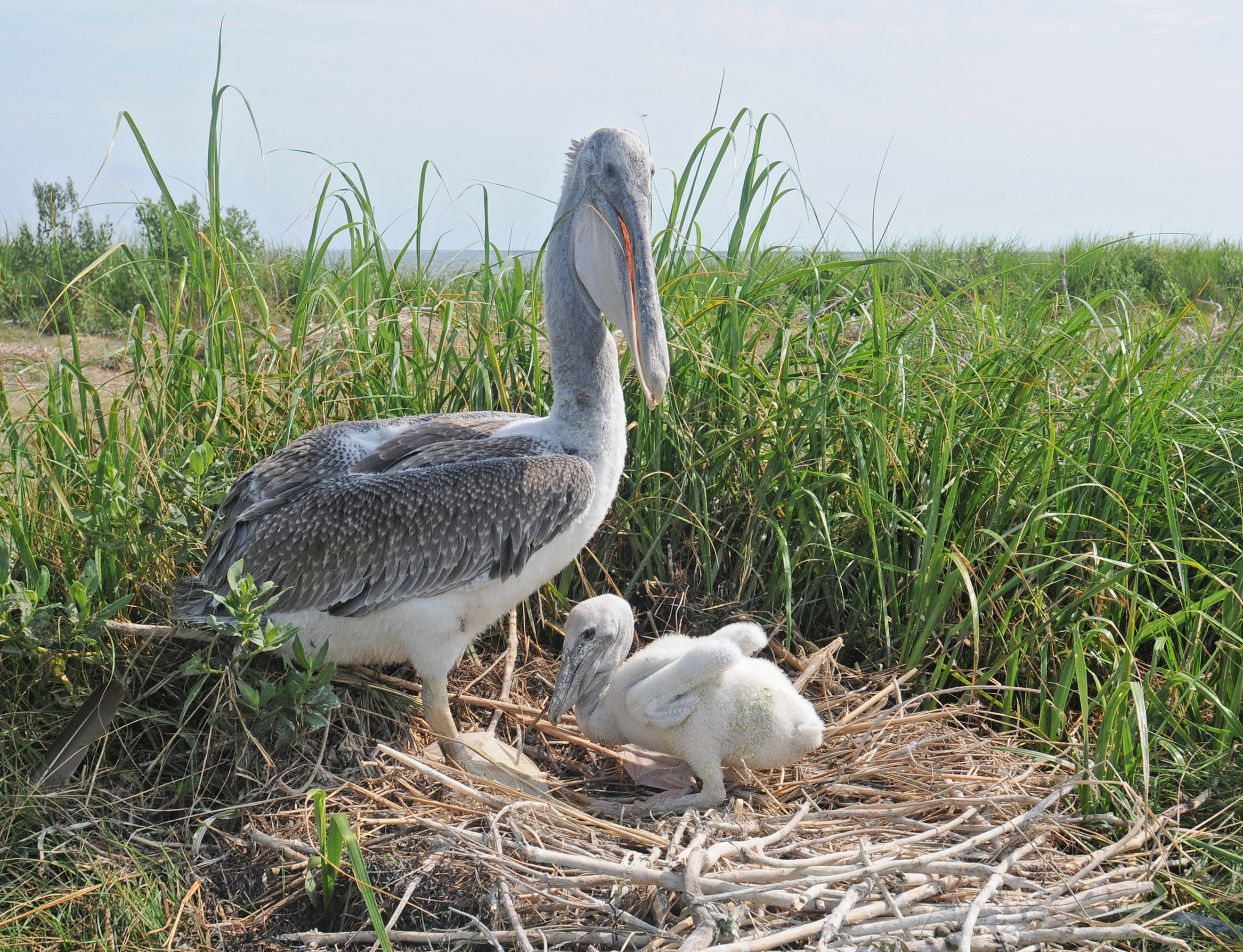
一隻成年褐鵜鶘與一隻幼鳥在美國馬里蘭州切薩皮克灣的巢中：當沒有合適的樹木時，該物種會在地面築巢。

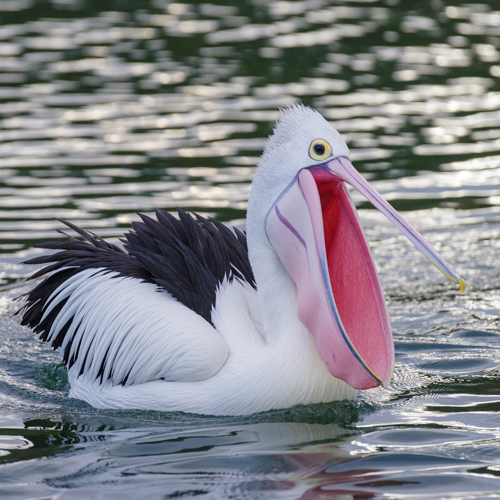
澳洲鵜鶘展示其喉囊的擴張程度（維多利亞州萊克斯恩特倫斯）

鵜鶘是體型非常大的鳥類，其長喙的特徵是上喙末端有一個向下彎曲的鉤，下喙則附有一個巨大的喉囊皮。下喙細長的下頜骨支和靈活的舌部肌肉使喉囊形成一個籃子，用於捕魚，有時也用來接雨水， 儘管為了不妨礙吞下大魚，舌頭本身非常小。 牠們脖子長，腿短而粗壯，腳大且完全有蹼。雖然牠們是飛行鳥類中最重的之一， 但由於骨骼和皮膚下有氣囊，牠們相對於其龐大的體型來說是比較輕的，這使牠們能夠高高地浮在水面上。 尾巴短而呈方形。翅膀長而寬，適合翱翔和滑翔，並擁有數量異常多的30到35根次級飛羽。
雄性通常比雌性體型大，喙也更長。 最小的物種是褐鵜鶘，其中較小的個體體重不超過2.75（6.1磅），身長1.06米（3.5英尺），翼展僅為1.83米（6.0英尺）。最大的據信是捲羽鵜鶘，體重可達15（33磅），身長1.83米（6.0英尺），最大翼展為3米（9.8英尺）。澳洲鵜鶘的喙在大型雄性中可長達0.5米（1.6英尺）， 是所有鳥類中最長的。
鵜鶘的羽毛主要為淺色，例外的是褐鵜鶘和秘魯鵜鶘。 所有物種的喙、喉囊和裸露的面部皮膚在繁殖季節開始前都會變得更加鮮豔。 褐鵜鶘加州亞種的喉囊會變成鮮紅色，產卵後褪為黃色，而秘魯鵜鶘的喉囊則變成藍色。美洲白鵜鶘的喙上會長出一個顯眼的角質瘤，一旦雌性產卵後就會脫落。 未成熟鵜鶘的羽毛比成年鵜鶘的顏色深。 剛孵化的幼鳥裸露呈粉紅色，4到14天後變暗為灰色或黑色，然後長出一層白色或灰色的絨羽。

### 氣囊
1939年對兩隻褐鵜鶘的解剖顯示，鵜鶘的皮膚下有一個氣囊網絡，位於腹側表面，包括喉嚨、胸部和翅膀下方，牠們的骨骼中也有氣囊。 這些氣囊與呼吸系統的氣道相連，鵜鶘可以通過關閉聲門來保持氣囊充氣，但氣囊如何充氣尚不清楚。 氣囊有助於讓鵜鶘在水中保持顯著的浮力， 當牠們從空中俯衝入水捕魚時，也可能緩衝身體撞擊水面的衝擊力。 表層氣囊也可能有助於使身體輪廓變得圓潤（尤其是在腹部，那裡的表面突起可能是由於內臟大小和位置的變化造成的），從而使覆蓋的羽毛能夠形成更有效的隔熱層，並使羽毛能夠保持在適當位置以獲得良好的空氣動力學性能。

## 分佈與棲息地
現代鵜鶘遍布除南極洲外的所有大陸。牠們主要棲息在溫暖地區，儘管繁殖範圍可延伸至南緯45°（塔斯馬尼亞的澳洲鵜鶘）和北緯60°（加拿大西部的美國白鵜鶘）。 作為內陸和沿海水域的鳥類，牠們在極地地區、深海、海洋島嶼（加拉巴哥群島除外）和南美洲內陸，以及從亞馬遜河口向南的南美洲東海岸缺席。 亞化石骨骼已在新西蘭南島這麼南的地方被發現， 儘管其稀有性和孤立的出現表明這些遺骸可能僅僅是來自澳洲的迷鳥（就像今天的情況一樣）。

## 行為與生態

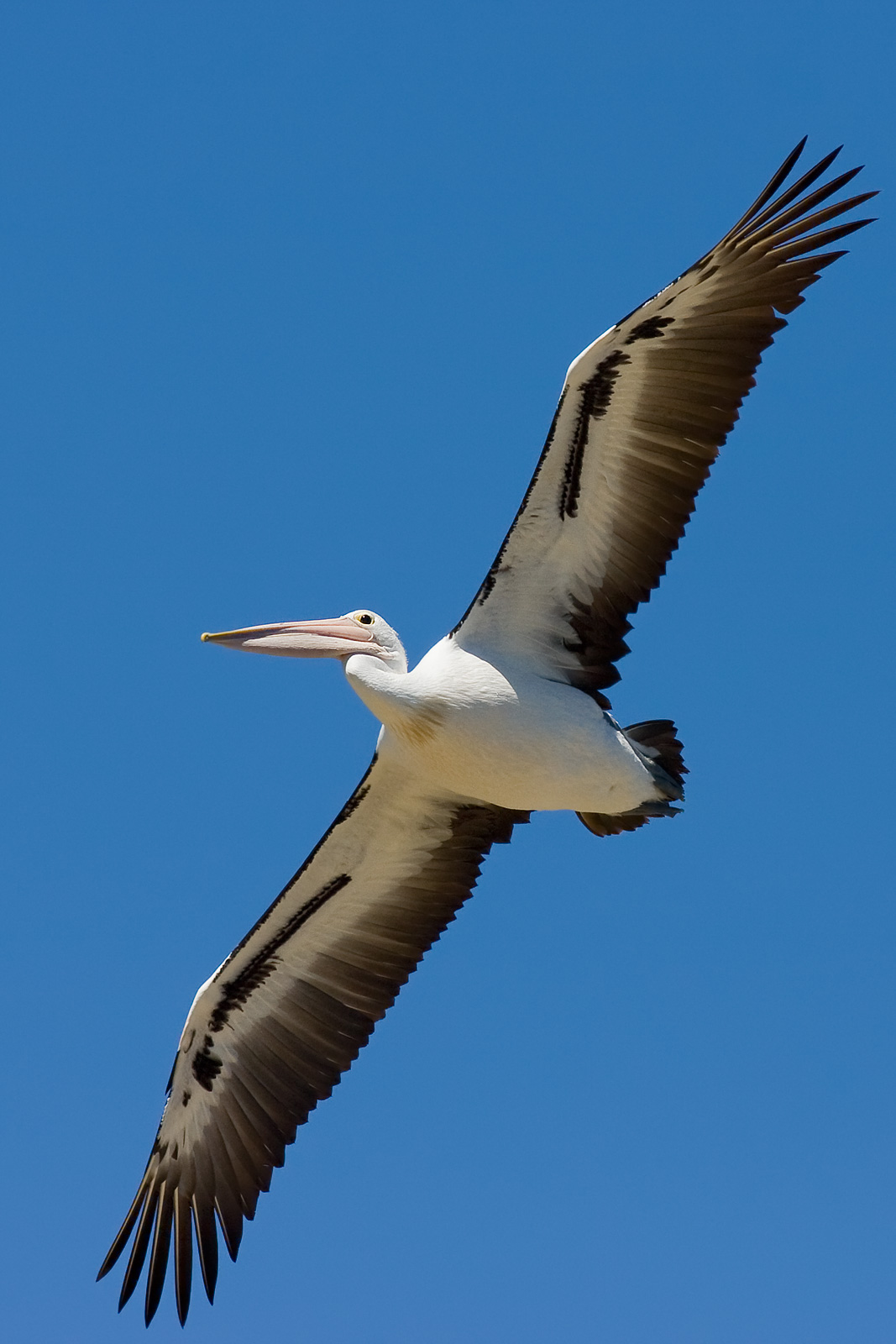
一隻澳洲鵜鶘張開巨大的翅膀滑翔

鵜鶘憑藉其強壯的腿和蹼足，游泳技術高超。牠們會將頭後部在尾脂腺上摩擦，沾上油性分泌物，然後塗抹到羽毛上以防水。 鵜鶘將翅膀鬆散地靠在身體上，身體只有很少一部分在水面以下漂浮。 牠們通過喉囊顫動來散熱——張開喙，使喉嚨和喉囊的皮膚起伏，以促進蒸發冷卻。 牠們在海灘、沙洲和淺水中群居棲息和休憩。
胸肌深處的一層纖維層可以使翅膀保持僵硬的水平狀態，以便滑翔和翱翔。因此，牠們利用熱氣流翱翔至3000米（10000英尺）或更高的高度， 結合滑翔和以V字形隊形的拍翅飛行，通勤距離可達150 km（93 mi）以前往覓食區。 鵜鶘也會低空飛過（或「掠過」）水面，利用一種稱為地面效應的現象來減少誘導阻力並增加升力。當空氣在翅膀和水面之間流動時，它被壓縮成更高的密度，並對上方的鳥施加更強的向上力。 因此，在飛行中節省了大量能量。
成年鵜鶘依靠視覺展示和行為進行交流， 特別是利用牠們的翅膀和喙。對抗行為包括用喙猛戳和啄咬對手，或以威脅的方式舉起和揮動翅膀。 成年鵜鶘在群體中會發出咕嚕聲，但在其他地方或繁殖季節之外通常很安靜。 相反，群體中則很吵鬧，因為幼鳥會大量發聲。

### 繁殖與壽命
鵜鶘是群居動物，並在群體中築巢。配偶在一個繁殖季節內是單配偶制的，但配偶關係僅限於築巢區；配偶在巢外是獨立的。在地面築巢的（白色）物種有一個複雜的集體求偶儀式，包括一群雄性在空中、陸地或水中追逐一隻雌性，同時互相指點、張嘴和用喙猛戳。牠們可以在一天內完成這個過程。在樹上築巢的物種過程較為簡單，棲息的雄性會向雌性展示自己。 繁殖地的位置受到充足魚類供應的限制，儘管鵜鶘可以利用熱氣流翱翔並每天通勤數百公里來覓食。
澳洲鵜鶘有兩種繁殖策略，取決於當地環境的可預測性。在食物季節性或永久性供應的小型沿海和亞沿海島嶼上，由數十或數百隻，極少數情況下達數千隻的鳥組成的群體會定期繁殖。在澳洲乾旱的內陸地區，特別是在內流的艾爾湖盆地，鵜鶘會機會性地大量繁殖，數量可達50,000對，當不定期的大洪水（可能相隔多年）填滿短暫的鹽湖並提供數月的大量食物，然後再次乾涸時。
在所有物種中，交配都在巢址進行；它在配對後不久開始，並在產卵前持續三到十天。雄性會帶來築巢材料，在地面築巢的物種中（可能不築巢）有時會用喉囊帶來，而在樹上築巢的物種中則用喙橫向銜來。然後雌性會將材料堆積起來，形成一個簡單的結構。
蛋是橢圓形、白色且質地粗糙。 所有物種通常至少產兩枚蛋；通常的窩卵數是一到三枚，極少數情況下可達六枚。 雌雄雙方都會孵蛋，蛋位於腳上或腳下；牠們在換班時可能會進行展示。孵化期為30-36天； 未受干擾的配對孵化成功率可高達95%，但由於同胞競爭或手足相殘，在野外，通常除了第一隻雛鳥外，其餘的都會在最初幾週內死亡（在粉背鵜鶘和斑嘴鵜鶘中則較晚）。父母雙方都會餵養幼鳥。小雛鳥通過反芻餵養；大約一周後，牠們能夠將頭伸進父母的喉囊中自行取食。 有時在餵食前，但特別是在餵食後，鵜鶘雛鳥可能會表現出「發脾氣」的樣子，大聲鳴叫並用一隻翅膀和一條腿拖著自己在地上打轉，用頭撞擊地面或附近的任何東西，這種脾氣有時會以看似癲癇發作的方式結束，導致雛鳥短暫昏迷；原因尚不清楚，但普遍認為這是為了吸引對自己的注意，並轉移對等待餵食的兄弟姐妹的注意。
地面築巢物種的父母有時會在餵食前粗暴地用頭拖著較大的幼鳥。從大約25天大開始， 這些物種的幼鳥會聚集在多達100隻鳥的「豆莢」或「托兒所」中，父母只認得並餵養自己的後代。到六至八週大時，牠們會四處遊蕩，偶爾游泳，並可能練習集體覓食。 所有物種的幼鳥在孵化後十到十二週離巢。牠們之後可能會和父母待在一起，但現在很少或從不被餵食。牠們在三到四歲時成熟。 整體繁殖成功率變化很大。 鵜鶘在野外的壽命為15到25年，儘管有一隻在圈養環境中活到了54歲。

### 覓食
鵜鶘的飲食通常包括魚類， 但偶爾也會吃兩棲動物、龜、甲殼類、昆蟲、鳥類和哺乳動物。 偏好的獵物魚的大小因鵜鶘物種和地點而異。例如，在非洲，粉背鵜鶘通常捕食大小從魚苗到400 g（0.9磅）的魚，而大白鵜鶘則偏好稍大的魚，可達600 g（1.3磅），但在歐洲，後者曾被記錄捕食重達1,850 g（4.1磅）的魚。 在深水中，白鵜鶘經常單獨捕魚。靠近岸邊時，幾隻鵜鶘會包圍小魚群或排成一線將它們趕入淺水區，用翅膀拍打水面，然後舀起獵物。 雖然所有鵜鶘物種都可能成群或單獨覓食，但捲羽鵜鶘、粉背鵜鶘和斑嘴鵜鶘是唯一偏好單獨覓食的物種。在集體捕魚時，所有鵜鶘物種都曾被觀察到合作捕食，捲羽鵜鶘甚至可能與普通鸕鶿合作。
大魚用喙尖抓住，然後拋向空中接住，頭朝前滑入食道。海鷗有時會站在鵜鶘的頭上，啄牠使其分心，然後從張開的喙中搶走一條魚。 鵜鶘反過來有時也會從其他水鳥那裡搶奪獵物。
褐鵜鶘通常從高達10—20米（33—66英尺）的高度頭朝下俯衝捕食，特別是捕食鯷魚和大西洋油鯡。 唯一使用類似技術覓食的另一種鵜鶘是秘魯鵜鶘，但其俯衝高度通常比褐鵜鶘低。 澳洲鵜鶘和美洲白鵜鶘可能通過低空俯衝、腳先著陸然後用喙舀起獵物的方式覓食，但牠們——以及其餘的鵜鶘物種——主要是在水上游泳時覓食。 水生獵物最常在水面或水面附近被捕獲。 雖然主要吃魚，但澳洲鵜鶘也是一種不拘一格、機會主義的食腐動物和肉食動物，牠會在垃圾掩埋場覓食，也會吃腐肉 和「從昆蟲、小型甲殼類到鴨子和小型犬的任何東西」。 與普遍的民間傳說相反，食物並非儲存在鵜鶘的喉囊中。
鵜鶘也可能吃鳥類。在南部非洲，南非鸕鶿的蛋和雛鳥是大白鵜鶘的重要食物來源。 在南非，這種鵜鶘的飲食中還記錄了其他幾種鳥類，包括馬爾加斯島上的南非鰹鳥雛鳥 以及達森島和其他地方的冠鸕鶿、黑背鷗、大鳳頭燕鷗和非洲企鵝。 澳洲鵜鶘特別願意捕食多種獵物，曾被記錄捕食幼年的澳洲白䴉，以及幼年和成年的灰水鴨和銀鷗。 據報導，褐鵜鶘在加州捕食幼年的崖海鴉，在墨西哥下加利福尼亞州捕食牛背鷺的蛋和雛鳥以及大白鷺的雛鳥。 在智利，秘魯鵜鶘被記錄捕食帝國鸕鶿的雛鳥、幼年的秘魯潛水海燕和灰鷗。 同類相食的現象在澳洲鵜鶘、褐鵜鶘和秘魯鵜鶘中都有記錄。 在英國倫敦的聖詹姆士公園，曾觀察到非本地的大白鵜鶘吞食家鴿。

## 現狀與保育

### 族群
全球範圍內，鵜鶘族群受到以下主要因素的不利影響：過度捕撈或水污染導致的魚類供應下降、棲息地破壞、人類活動的直接影響（如干擾築巢地、狩獵和撲殺、漁線和魚鉤纏繞），以及DDT和安特靈等污染物的存在。大多數物種的族群或多或少保持穩定，但有三個物種被IUCN列為瀕危物種。所有物種都能在動物園中順利繁殖，這對保育管理具有潛在的幫助。

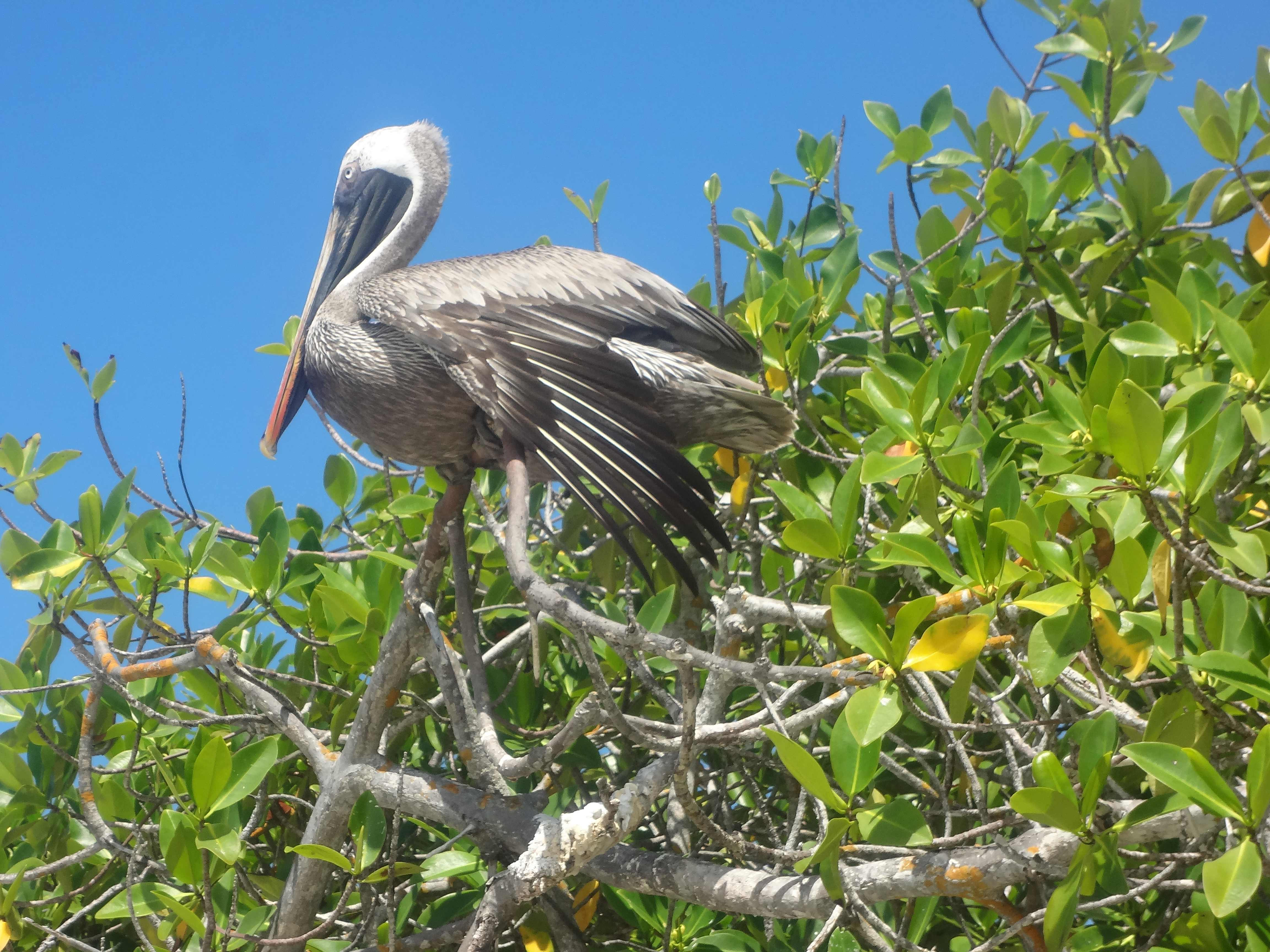
褐鵜鶘，龜灣，聖克魯斯島，加拉巴哥群島

褐鵜鶘和秘魯鵜鶘的總族群數量估計為65萬隻，其中約25萬隻在美國和加勒比地區，40萬隻在秘魯。 奧杜邦學會估計全球褐鵜鶘的族群數量為30萬隻。 褐鵜鶘的數量在1950年代和1960年代急劇下降，主要原因是環境中的DDT污染，該物種於1970年在美國被列為瀕危物種。隨著美國自1972年起限制DDT的使用，其族群數量已經恢復，並於2009年被除名。
秘魯鵜鶘被列為近危物種，因為儘管國際鳥盟估計其成熟個體數量超過50萬隻，並且可能還在增加，但過去的數量要高得多。在1998年的聖嬰現象期間，其數量急劇下降，未來可能還會經歷類似的下降。保育需求包括在整個分佈範圍內進行定期監測以確定族群趨勢，特別是在聖嬰年之後，限制人類進入重要的繁殖地，並評估與漁業的相互作用。
斑嘴鵜鶘的估計族群數量在13,000至18,000隻之間，在IUCN紅色名錄中被視為近危物種。在20世紀，其數量大幅下降，一個關鍵因素是緬甸重要的錫唐河谷繁殖地的消失，原因是森林砍伐和覓食地的喪失。 它面臨的主要威脅來自棲息地喪失和人類干擾，但在印度和柬埔寨加強保護後，族群已基本穩定。
粉背鵜鶘族群龐大，分佈於撒哈拉以南非洲的大部分地區。由於沒有重大威脅或整個分佈範圍內數量下降的證據，其保育狀況被評為無危。區域性威脅包括濕地排水和南部非洲日益增加的干擾。該物種易受毒素的生物累積和伐木對築巢樹木的破壞影響。
美洲白鵜鶘的數量有所增加， 2005年其族群估計超過157,000隻，在大陸分水嶺以東數量增多，而在西部則有所下降。 然而，其數量是否受到殺蟲劑暴露的影響尚不清楚，因為它也因濕地排水和與湖泊河流的休閒使用競爭而喪失了棲息地。

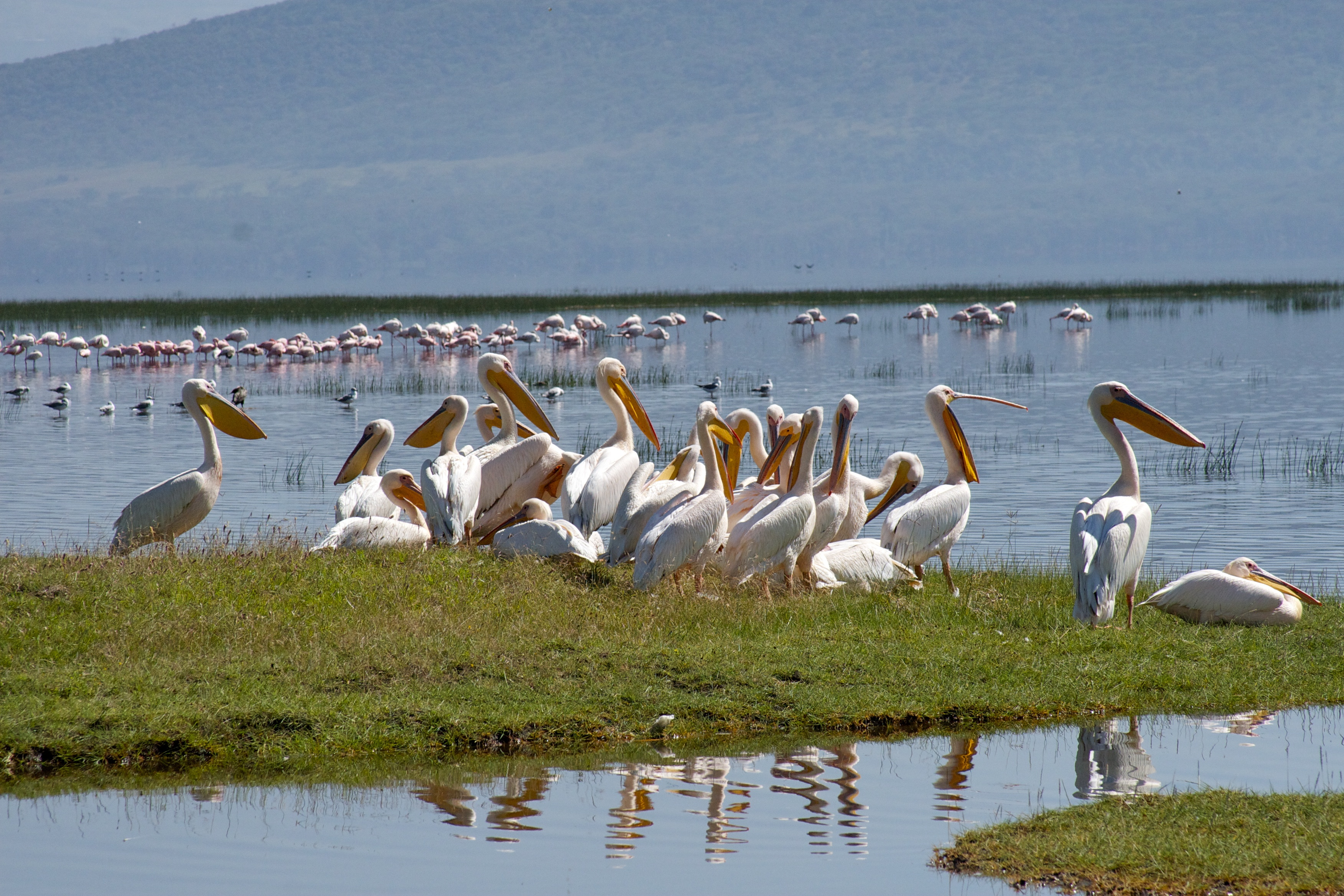
在肯亞休憩的大白鵜鶘

大白鵜鶘分佈於非洲和南亞的大片地區。其數量的總體趨勢不確定，區域族群有的在增加，有的在下降，有的穩定，有的未知，但沒有發現快速總體下降的證據，因此該物種的狀況被評為無危。威脅包括濕地排水、迫害和狩獵、繁殖地的干擾，以及殺蟲劑和重金屬的污染。
捲羽鵜鶘在19世紀和20世紀經歷了大規模下降後，估計族群數量在10,000至20,000隻之間。目前的主要威脅包括狩獵（尤其是在東亞）、干擾、沿海開發、與架空電線的碰撞，以及魚類資源的過度開發。 由於族群趨勢下降，特別是在蒙古（在那裡幾近滅絕），它被IUCN紅色名錄列為近危物種。然而，一些歐洲的繁殖群數量正在增加，該物種最大的繁殖群位於希臘的小普雷斯帕湖，經過保育措施後已達到約1,400個繁殖對。
澳洲鵜鶘廣泛分佈於澳洲， 其族群數量通常估計在30萬至50萬隻之間。 總體族群數量根據整個大陸的濕地條件和繁殖成功率而大幅度且不規律地波動。該物種被評為無危。

### 撲殺與干擾
儘管鵜鶘的飲食與人類捕撈的魚類重疊很少，但牠們仍因被認為與漁業競爭而受到人類的迫害。 從1880年代開始，美洲白鵜鶘遭到棍打和射殺，牠們的蛋和幼鳥被蓄意摧毀，覓食和築巢地點也因水資源管理計劃和濕地排水而退化。 即使在21世紀，美國愛達荷州東南部美洲白鵜鶘族群的增加也被視為對當地休閒割喉鱒漁業的威脅，導致官方試圖通過系統性的騷擾和撲殺來減少鵜鶘數量。
在19世紀，南非西開普地區戴爾島上的大白鵜鶘遭到撲殺，因為牠們捕食生產鳥糞的海鳥的蛋和雛鳥，被視為威脅到鳥糞收集者的生計。 近年來，在南非海鳥繁殖地的這種捕食行為影響了受威脅海鳥族群的保育，特別是冠鸕鶿、南非鸕鶿和班克鸕鶿。這導致有人建議應在脆弱的繁殖地控制鵜鶘的數量。
除了棲息地破壞和蓄意的、有針對性的迫害外，鵜鶘還容易受到觀鳥者、攝影師和其他好奇遊客對其繁殖地的干擾。僅僅是人類的存在就可能導致鳥類意外地移位或摧毀牠們的蛋，使幼鳥暴露於捕食者和惡劣天氣之下，甚至完全放棄牠們的繁殖地。

### 中毒與污染
環境中的DDT污染是1950年代和1960年代北美褐鵜鶘族群下降的主要原因。它進入海洋食物網，污染並在多個物種中累積，其中包括鵜鶘的主要食物魚之一——北鯷魚。其代謝物DDE對鵜鶘和許多其他鳥類是一種生殖毒物，會導致蛋殼變薄變弱，從而因孵卵的鳥意外壓碎蛋而導致繁殖失敗。自1972年美國有效禁止使用DDT以來，那裡的褐鵜鶘蛋殼已經變厚，其族群也已基本恢復。
在1960年代末，由於DDT中毒導致路易斯安那州褐鵜鶘數量大幅下降，從佛羅里達引進了500隻鵜鶘以增加和重建族群；隨後在1975年4月和5月，有300多隻因殺蟲劑安特靈中毒而死亡。 1990年，約有14,000隻鵜鶘，包括7,500隻美洲白鵜鶘，因食用來自索爾頓湖的魚而死於肉毒桿菌中毒。 1991年，在加州聖克魯斯，異常數量的褐鵜鶘和白臉鸕鶿死亡，當時牠們的食物魚（鯷魚）被矽藻Pseudo-nitzschia產生的神經毒素軟骨藻酸污染。
作為以魚為食的水鳥，鵜鶘極易受到漏油的影響，無論是直接被油污，還是其食物資源受到影響。一份2007年提交給加州魚類和漁業委員會的報告估計，在過去20年中，約有500至1,000隻褐鵜鶘受到加州漏油事件的影響。 2010年4月深水地平線漏油事件一年後，生物多樣性中心在2011年的一份報告中說，有932隻褐鵜鶘在受油污影響後被收集，並估計因這次漏油事件而受害的數量是這個數字的十倍。
在鵜鶘與漁民互動的地方，無論是共享同一水域還是撿食漁業廢棄物，牠們都特別容易被使用中和廢棄的漁線鉤住和纏繞。魚鉤被吞下或鉤住喉囊皮膚或蹼足，而堅固的單絲釣魚線可能會纏繞在喙、翅膀或腿上，導致殘疾、飢餓，並常常導致死亡。北美和澳洲的志願者已成立地方救援組織，以治療和康復受傷的鵜鶘和其他野生動物。

### 寄生蟲與疾病
與其他鳥科一樣，鵜鶘也易受各種寄生蟲的侵害。鳥瘧疾由蚊子Culex pipens傳播，這些叮咬昆蟲的高密度可能迫使鵜鶘群體放棄其棲息地。水蛭可能附著在泄殖腔或有時在喉囊內部。 一項對美洲白鵜鶘寄生蟲的研究發現了75種不同的物種，包括絛蟲、吸蟲、蒼蠅、跳蚤、蜱和線蟲。
褐鵜鶘也有類似廣泛的寄生蟲。線蟲Contracaecum multipapillatum和C. mexicanum以及吸蟲Ribeiroia ondatrae已在波多黎各族群中引起疾病和死亡，可能危及該島上的鵜鶘。
許多鵜鶘寄生蟲也存在於其他鳥類群體中，但有幾種蝨子具有很強的宿主特異性。 健康的鵜鶘通常可以應付牠們的蝨子，但生病的鳥類可能攜帶數百隻，這會加速病鳥的死亡。喉囊蝨Piagetiella peralis出現在喉囊中，因此無法通過理羽去除。雖然這通常不是一個嚴重的問題，即使其數量多到覆蓋整個喉囊內部，但有時也可能因此引起發炎和出血，從而傷害宿主。
2012年5月，據報導，數百隻秘魯鵜鶘在秘魯因飢餓和蛔蟲感染的綜合作用而死亡。

## 象徵與文化意義
鵜鶘在不同時間和地理區域的人類文化中扮演了重要的象徵角色。從古埃及到澳洲原住民，從基督教寓言到現代標誌和吉祥物，鵜鶘被詮釋為保護、犧牲、關懷和轉變的象徵。 牠們獨特的外觀和行為啟發了神話、宗教象徵、紋章圖案、機構徽章，甚至其他動物物種的命名。 本節探討了鵜鶘被編織進世界各地精神、國家、藝術和流行敘事中的豐富多樣的方式。

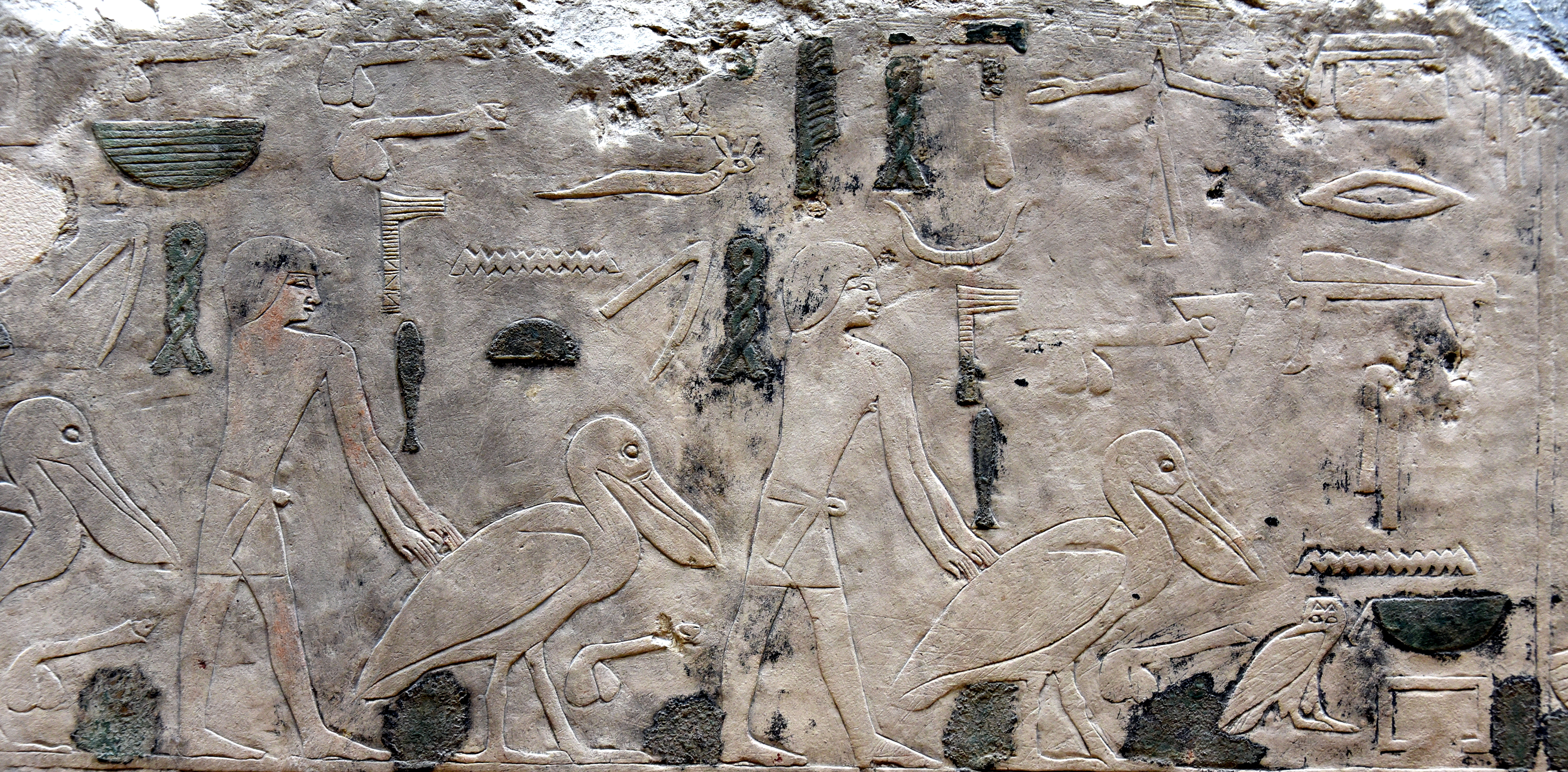
繁殖中的鵜鶘。牆壁殘片，來自埃及阿布古拉布的紐塞拉太陽神廟。約公元前2430年。柏林新博物館。

### 古代與原住民信仰
在古埃及，鵜鶘（埃及語中的henet）與死亡和來世相關聯。它被描繪在墓室牆壁的藝術作品中，並出現在葬禮文本中，作為抵禦蛇的保護象徵。Henet在金字塔文中也被稱為「國王之母」，因此被視為一位女神。非王室葬禮莎草紙中的記載顯示，人們相信鵜鶘擁有為死者預言在冥界安全通行的能力。
在猶太飲食法中，鵜鶘不被視為潔淨食物（適合食用），因為它是一種海鳥，因此被認為是不潔動物。
安德魯·朗引用的一個來自昆士蘭穆里人的起源神話，描述了澳洲鵜鶘如何獲得其黑白相間的羽毛。故事講述鵜鶘曾經是一隻黑色的鳥。在一次洪水中，牠造了一艘獨木舟來拯救溺水的人。牠愛上了一位女子並決定救她，但她和她的朋友們欺騙了牠並逃走了。鵜鶘因此開始準備向他們開戰，用白泥塗抹自己作為戰妝。在他還沒完成之前，另一隻鵜鶘看到這樣一個奇怪的花斑生物，用喙殺死了牠，從此所有這樣的鵜鶘都是黑白相間的。
古代秘魯的莫切文化崇拜自然。 他們重視動物，並經常在他們的藝術中描繪鵜鶘。

### 基督教象徵主義

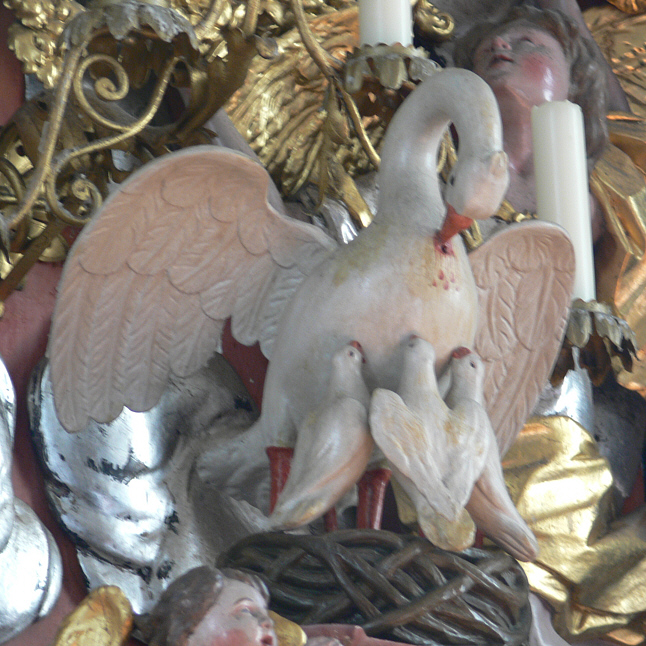
鵜鶘啄傷胸膛餵養雛鳥的雕像

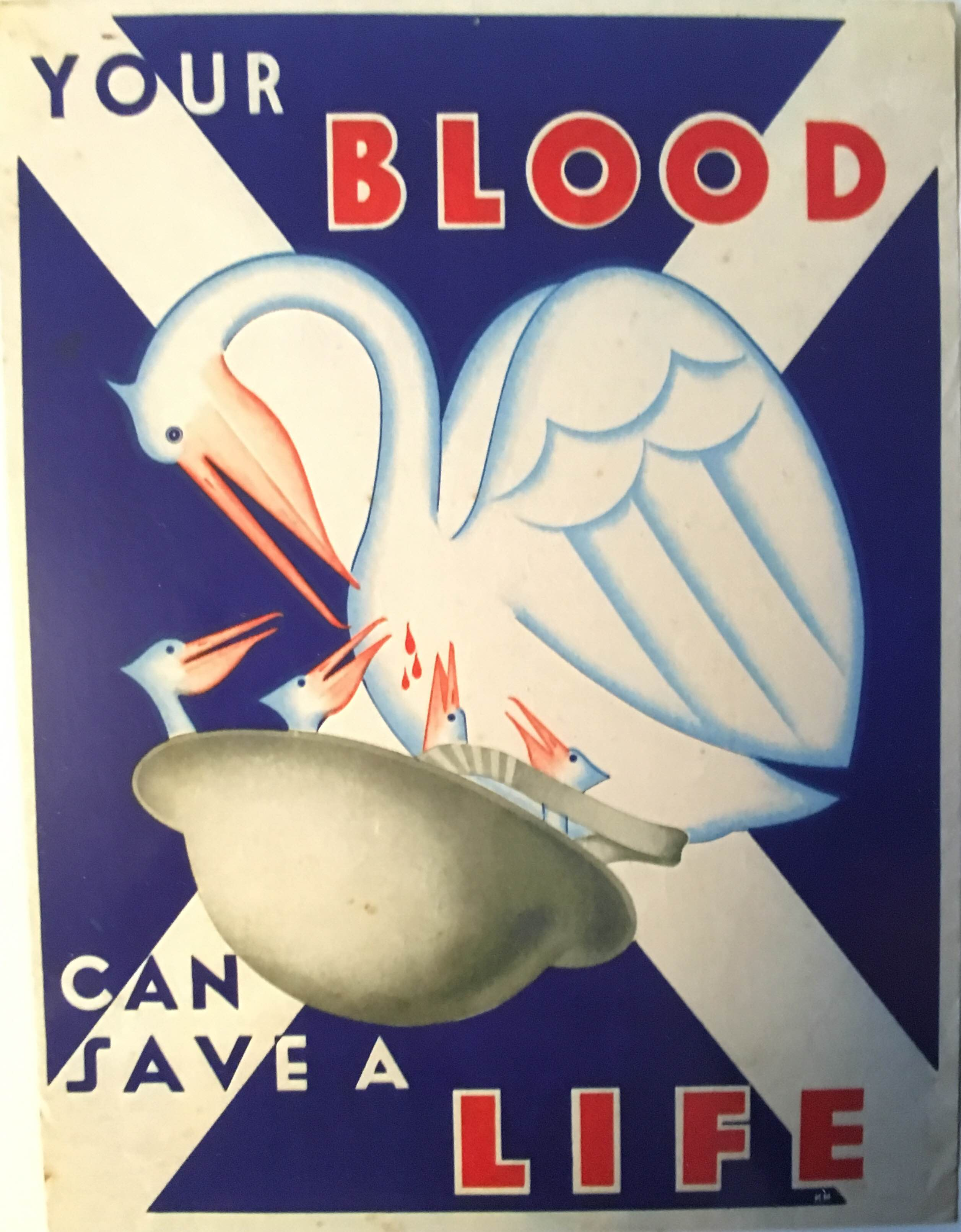
1944年二戰時期蘇格蘭獻血海報

#### 自我犧牲的神話
一部三至四世紀的基督教教義文本《動物寓言集》聲稱，鵜鶘會殺死長大後啄擊父母臉部的幼鳥，但母親會為牠們哀悼三天，之後她會啄擊自己的脅下，用自己的血使牠們復活。 《動物寓言集》解釋說，這反映了人們的偶像崇拜給上帝帶來的痛苦，以及耶穌在十字架上的自我犧牲，這救贖了罪人（參見從他脅下傷口湧出的血與水）。 這段文本在中世紀被廣泛抄寫、翻譯，有時也被緊密地改寫，例如13世紀的作者紀堯姆·勒克萊爾和巴塞洛繆·安格利庫斯。
鵜鶘的自我犧牲特徵被廣泛閱讀的中世紀動物寓言集所強化。「虔誠的鵜鶘」或「鵜鶘啄傷自己（來自拉丁語 vulnerō，意為『我傷害，我損傷，我弄痛』）」的圖案被用於宗教圖像和紋章學。
關於自我傷害和供血的傳說在各種文化中都有出現。 例如，一個印度民間故事描繪了一隻因粗暴對待而殺死幼鳥的鵜鶘，但後來牠非常懊悔，用自己的血復活了牠們。 這樣的傳說可能是因為鵜鶘有時給人一種用喙刺傷自己的印象。實際上，牠經常將喙壓在胸前以完全清空喉囊。另一個可能的來源是這種鳥有將喙靠在胸前休息的傾向；捲羽鵜鶘在繁殖季節早期有一個血紅色的喉囊，這可能也促成了這個神話。

#### 宗教藝術與文學
在一個較新的、同樣是中世紀的歐洲神話版本中，鵜鶘被認為對其幼鳥特別關愛，甚至在沒有其他食物時，會啄傷自己的胸膛用血餵養牠們。因此，鵜鶘成為了耶穌受難和聖體聖事的象徵， 補充了羔羊與旗幟的形象。 這一神話特徵在讚美詩《我今虔誠朝拜》（「Humbly We Adore Thee」）中被引用，在倒數第二節中，聖多瑪斯·阿奎那將基督描述為慈愛的神聖鵜鶘，其一滴血便能拯救世界。 同樣地，1678年的基督教寓言小說《天路歷程》描述了「鵜鶘用喙刺穿自己的胸膛……用自己的血餵養幼鳥，從而表明蒙福的基督是如此愛祂的子民，以至於用祂的血拯救他們免於死亡。」
鵜鶘出現在許多基督教藝術品中，尤其是在歐洲。例如，英王欽定版聖經的第一版（1611年）在扉頁底部的橢圓形面板中描繪了一隻鵜鶘餵養其幼鳥的圖案。 「虔誠的鵜鶘」出現在倫敦市聖母Abchurch教堂由格林林·吉本斯於1686年創作的祭壇裝飾屏上。更早的中世紀例子出現在壁畫中，例如埃塞克斯郡貝爾尚普沃爾特的堂區教堂中的壁畫（約1350年）。

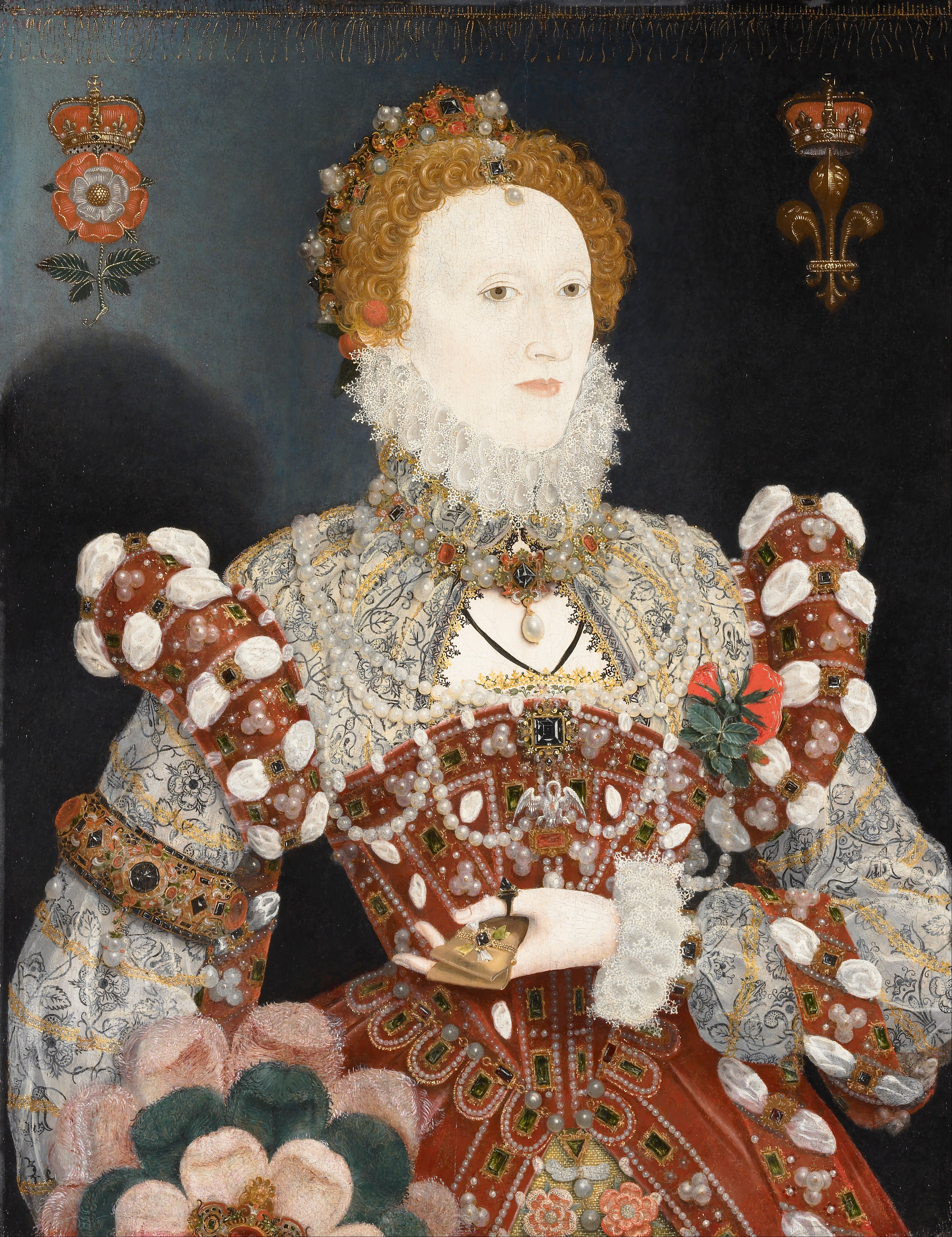
伊麗莎白一世女王：由尼古拉斯·希利亞德繪製的《鵜鶘肖像》（約1573年），畫中伊麗莎白一世胸前佩戴著中世紀鵜鶘的象徵

#### 伊麗莎白一世與教會
伊麗莎白一世採納了這個象徵，將自己描繪成「英格蘭教會之母」。一幅名為《鵜鶘肖像》的畫作約於1573年繪製，可能出自尼古拉斯·希利亞德之手。

### 紋章學與象徵主義

貝內德克法爾瓦的基塞利 (Kiszely) 家族的紋章，在紋章冠和盾牌上都描繪了「虔誠的鵜鶘」。

#### 紋章圖像
鵜鶘在紋章學中被廣泛使用，通常利用鵜鶘作為關愛和自我犧牲的父母的基督教象徵。 紋章圖像中，「鵜鶘啄傷自己」指的是鵜鶘傷害自己，而「虔誠的鵜鶘」則指的是雌性鵜鶘用自己的血餵養幼鳥。 葡萄牙國王若昂二世在擔任王子期間，採用鵜鶘作為其個人標誌，藉此基督教象徵將自己為國捐軀的犧牲與鵜鶘的形象等同起來。鵜鶘作為象徵也成為仁慈堂在其統治期間日益增長的慈善事業的同義詞，並與卡爾達斯達賴尼亞醫院和萬聖皇家醫院的重建相關聯，這些主要由他的妻子D. 萊昂諾爾資助。

#### 公共象徵
紋章中的鵜鶘最終也成為了酒吧的名稱和圖像，儘管有時圖像上是船隻《金鹿號》。 弗朗西斯·德雷克爵士著名的船最初名為「鵜鶘號」，並裝飾在英國的半便士硬幣上。

### 機構中的徽章和標誌

#### 教育機構
鵜鶘被廣泛用作教育機構的徽章，特別是大學。在路易斯安那州，這種鳥裝飾著路易斯安那州立大學、杜蘭大學、路易斯安那理工大學、路易斯安那大學拉法葉分校、紐奧良洛約拉大學、東南路易斯安那大學和南方大學的校徽。帕克學院的校徽描繪了一隻鵜鶘餵養幼鳥，自1885年以來一直在使用。 布拉格查理大學的醫學院也以鵜鶘為其徽章，援引了這種鳥在基督教象徵中長久以來與自我犧牲的聯繫。
這個形象也與中世紀的宗教節日基督聖體聖血節聯繫起來。牛津大學和劍橋大學都有以最接近其成立日期的宗教節日命名的學院， 劍橋大學基督聖體學院 和牛津大學基督聖體學院的紋章上都有鵜鶘。

#### 運動隊伍
在體育界，鵜鶘是各種隊伍和大學運動隊的吉祥物和標誌。它是NBA球隊紐奧良鵜鶘、 冰球隊拉赫蒂鵜鶘隊、 杜蘭大學 和西印度群島大學的吉祥物。

#### 商業與非營利組織

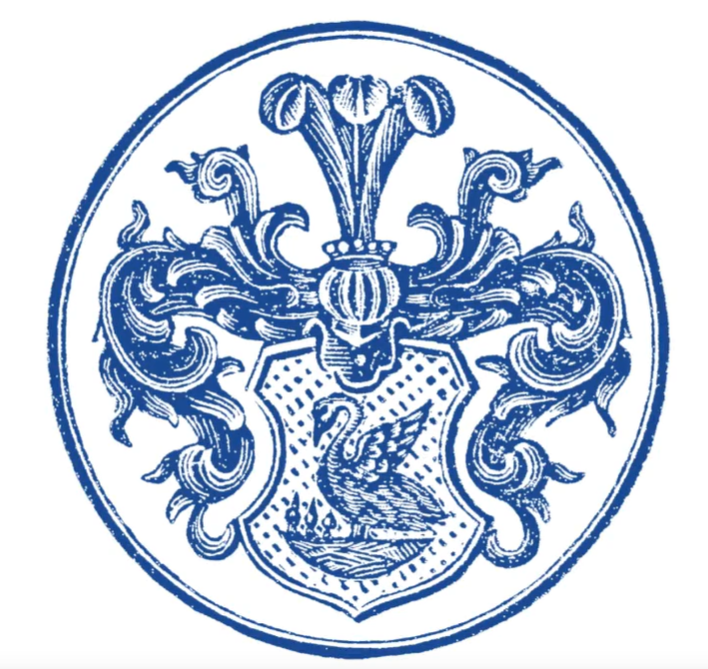
德國文具公司百利金的第一個標誌。靈感來自其前任所有者君特·華格納 (Günther Wagner) 的紋章。

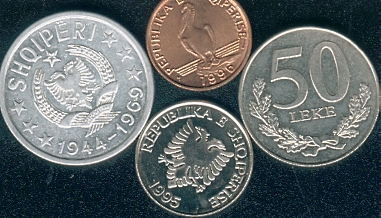
阿爾巴尼亞1列克硬幣上的鵜鶘。

鵜鶘也被用作企業徽章。德國著名文具公司百利金的標誌靈感來自公司前任所有者君特·華格納 (Günther Wagner) 的家族紋章。 他根據自己紋章中的紋章圖像設計了商標，最初描繪的是一隻鵜鶘在巢中餵養三隻雛鳥——在他第四個孩子出生後改為四隻。 雖然華格納修改了最初的盾牌形狀， 但哺育的鵜鶘圖案仍然是該品牌視覺形象的核心。

在商業上，鵜鶘已被採納為銀行業、出版業和醫療保健業的企業象徵。葡萄牙銀行蒙特皮奧·格拉爾銀行使用白色鵜鶘標誌。  這個名稱和形象也被鵜鶘圖書使用，這是企鵝圖書出版的非小說類書籍的品牌。 在獻血的背景下，鵜鶘的自我奉獻象徵尤為貼切，愛爾蘭輸血服務局在其標誌中使用了鵜鶘，並多年來在都柏林的鵜鶘大樓運營。 同樣，負責荷蘭血液供應的非營利組織Sanquin在其標誌中使用了一個風格化的鵜鶘，延續了這種人道主義的聯繫。

美國路易斯安那州的州旗

### 國家與地區象徵
作為國家和州的文化象徵，鵜鶘擁有顯著的地位。大白鵜鶘是羅馬尼亞的國鳥。 褐鵜鶘是三個加勒比國家的國鳥——聖克里斯多福及尼維斯、巴貝多和荷屬聖馬丁——並出現在牠們的國徽上。 一隻捲羽鵜鶘也描繪在1996年發行的阿爾巴尼亞1列克硬幣的正背面上。 在美國，它是路易斯安那州的州鳥，該州俗稱「鵜鶘州」；這種鳥出現在州旗和州徽上。
阿爾卡特拉斯島因大量褐鵜鶘在此築巢而被西班牙人命名。alcatraz一詞本身源自阿拉伯語al-caduos，這是一個用於裝水容器的術語，被比作鵜鶘的喉囊。英文名稱信天翁（albatross）也是由這個西班牙詞語訛變而來。

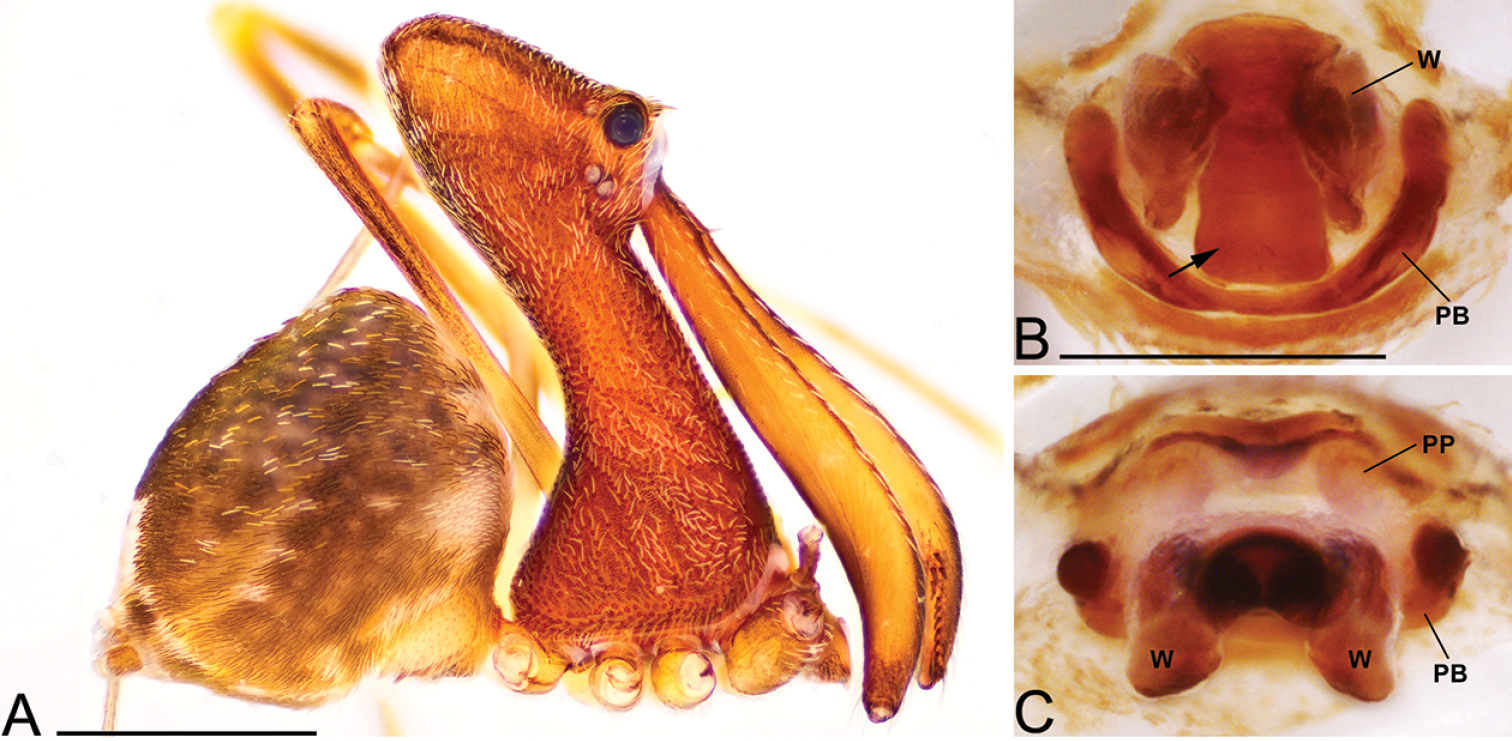
Eriauchenus milajaneae，古蛛科的一員，也被稱為鵜鶘蛛。一隻雌性及其生殖器的側面圖。

### 自然界的同名者
古蛛科，一個蜘蛛科，被稱為鵜鶘蛛。 這個名稱指的是牠們用來捕捉獵物的異常細長的螯肢和頸部，這使牠們的輪廓類似於鵜鶘。牠們分佈在馬達加斯加、南非和澳洲。

### 文學與幽默
鵜鶘是一首流行的五行打油詩的主題，最初由迪克森·拉尼爾·梅里特 (Dixon Lanier Merritt) 於1910年創作，並有其他作者的多種變體。 原始版本如下：
A wonderful bird is the pelican,

His bill will hold more than his belican,

He can take in his beak

Food enough for a week,

But I'm damned if I see how the helican.

### 引用的文本
- Elliott, Andrew. . del Hoyo, Josep; Elliott, Andrew; Sargatal, Jordi  (编). . Barcelona: Lynx Edicions: 290--311. 1992. ISBN 978-84-87334-10-8.

## 外部連結
- Newton, Alfred. .  XVIII 9th: 474–475. 1885.
- 鵜鶘影片 在網際網路鳥類收藏